# Šajdíkove Humence
Šajdíkove Humence ist eine Gemeinde in der Westslowakei mit 1089 Einwohnern (Stand 31. Dezember 2024), die zum Okres Senica, einem Kreis des Trnavský kraj gehört.

## Geographie

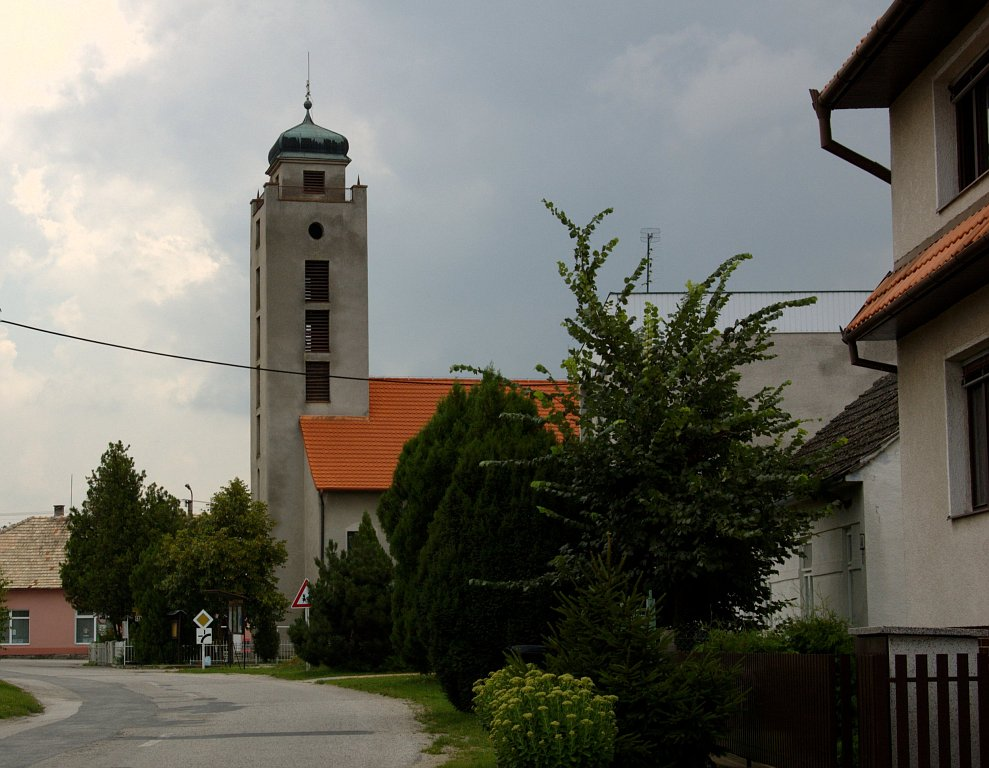
Ortszentrum und Kirche von Šajdíkove Humence

Die Gemeinde befindet sich im Nordteil des Tieflands Záhorská nížina in der traditionellen Landschaft Záhorie und südlich der Myjava. Das Gemeindegebiet ist flach und leicht hügelig und weitgehend von Mischwäldern bedeckt. Das Ortszentrum liegt auf einer Höhe von 190 m n.m. und ist elf Kilometer von Senica entfernt.
Beim Ort gibt es eine schwefelhaltige Quelle.
Nachbargemeinden sind Dojč im Norden, Senica im Nordosten, Hlboké im Osten (trennt die Gemeinde vom Militärgelände Záhorie durch einen schmalen Streifen) und Borský Mikuláš (Ortsteil Borský Peter) im Süden und Westen.

## Geschichte
Die Gemeinde entstand 1926 nach Ausgliederung aus der Gemeinde Borský Peter (heute Teil von Borský Mikuláš).
2012 wurde östlich des Ortes der erste Teil einer 220 ha großen Golfanlage eröffnet, die heute zwei 18-Loch-Golfplätze umfasst.

## Bevölkerung
| Jahr                | 1994 | 2004    | 2014    | 2024    |
| ------------------- | ---- | ------- | ------- | ------- |
| Anzahl der Personen | 1060 | 1115    | 1113    | 1089    |
| Unterschied         |      | +5,18 % | −0,17 % | −2,15 % |

| Jahr                | 2023 | 2024    |
| ------------------- | ---- | ------- |
| Anzahl der Personen | 1095 | 1089    |
| Unterschied         |      | −0,54 % |

Gemäß der Volkszählung 2011 wohnten in Šajdíkove Humence 1082 Einwohner, davon 1041 Slowaken, neun Tschechen und jeweils ein Kroate, Mährer und Russine; zwei Einwohner waren anderer Ethnie. 27 Einwohner machten keine Angabe. 899 Einwohner gehörten zur römisch-katholischen Kirche, 29 Einwohner zur evangelischen Kirche A. B., drei Einwohner zur evangelisch-methodistischen Kirche und jeweils ein Einwohner zu den Zeugen Jehovas, zur apostolischen Kirche, zur Brüderkirche, zur griechisch-katholischen Kirche, zur kongregationalistischen Kirche, zur orthodoxen Kirche; ein Einwohner war anderer Konfession. 73 Einwohner waren konfessionslos und bei 71 Einwohnern wurde die Konfession nicht ermittelt.
Ergebnisse nach der Volkszählung 2001 (1131 Einwohner):
| Nach Ethnie: - 97,79 % Slowaken - 0,71 % Roma - 0,71 % Tschechen - 0,09 % Magyaren | Nach Konfession: - 92,31 % römisch-katholisch - 2,92 % konfessionslos - 0,18 % griechisch-katholisch - 2,21 % evangelisch - 1,50 % keine Angabe |

## Bauwerke
- römisch-katholische Augustinuskirche aus dem Jahr 1951